# Elfte Dringlichkeitssitzung der Generalversammlung der Vereinten Nationen
Die elfte Dringlichkeitssitzung der Generalversammlung der Vereinten Nationen ist eine Sondersitzung der Generalversammlung der Vereinten Nationen, welche erstmals vom 28. Februar 2022 bis zum 2. März 2022 tagte. Thema der Sitzung ist der illegale Russische Überfall auf die Ukraine 2022. Die Sitzung hat bislang sechs Resolutionen verabschiedet und wurde nach diesen Beschlüssen jeweils vorläufig vertagt. Sie kann auf Antrag von Mitgliedstaaten durch den Präsidenten der Generalversammlung wieder einberufen werden.

## Hintergrund
Eine Dringlichkeitssitzung (engl. Emergency Special Session, dt. offiziell Notstandssondertagung) ist eine außerplanmäßige Sitzung der Generalversammlung der Vereinten Nationen. Sie wird nur in besonderen Situationen einberufen, um Empfehlungen für die Wahrung des Weltfriedens abzugeben.
Am 24. Februar 2022 begann Russland einen Angriffskrieg gegen die Ukraine und blockierte am darauf folgenden Tag mit seinem Veto einen Resolutionsentwurf im Sicherheitsrat der Vereinten Nationen, der einen sofortigen Truppenabzug forderte. Russland ist eine der fünf sogenannten Vetomächte im UN-Sicherheitsrat.
Am 27. Februar beschloss der UN-Sicherheitsrat daraufhin mit Zweidrittelmehrheit (in Resolution 2623), eine Dringlichkeitssitzung der Generalversammlung einzuberufen. Elf Mitglieder stimmten dafür, Russland stimmte dagegen, drei Staaten (China, Indien und die Vereinigten Arabischen Emirate) enthielten sich.

## Verlauf

### 28. Februar bis 2. März 2022
Die elfte Dringlichkeitssitzung der Generalversammlung seit Gründung der Vereinten Nationen wurde am 28. Februar 2022 durch den Präsidenten für die 76. Sitzungsperiode der Generalversammlung im Zeitraum 2021–2022, Abdulla Shahid, eröffnet. Nach einer Schweigeminute und einer Rede Shahids folgte eine Ansprache des Generalsekretärs der Vereinten Nationen António Guterres. Danach legten der Ständige Vertreter der Ukraine bei den Vereinten Nationen Serhij Kyslyzja sowie der Ständige Vertreter Russlands Wassili Nebensja ihre Positionen dar. Als Vertreter der Europäischen Union bei den Vereinten Nationen sprach anschließend der schwedische Diplomat Olof Skoog. Weitere Mitglieder, die das Rederecht in Anspruch nahmen, waren am ersten Sitzungstag unter anderen Österreich mit dem Ständigen Vertreter Alexander Marschik, die Schweiz mit der Ständigen Vertreterin Pascale Baeriswyl und Liechtenstein mit dem Ständigen Vertreter Christian Wenaweser.
Am zweiten Sitzungstag wurden weitere Reden der Mitglieder vorgetragen, für Deutschland sprach die Bundesministerin des Auswärtigen Annalena Baerbock.
Am dritten Sitzungstag sprachen die Vertreter weiterer Mitgliedstaaten sowie die Vertreter der permanenten Beobachter ohne Stimmrecht Heiliger Stuhl (Erzbischof Gabriele Caccia), Souveräner Malteserorden und International Institute for Democracy and Electoral Assistance. Vor der Abstimmung hatte erneut der Vertreter der Ukraine das Wort und plädierte für den Resolutionsentwurf. Er präsentierte dabei eine kurze Videosequenz, in welcher der noch lebende ehemalige Chefankläger im Einsatzgruppen-Prozess Benjamin Ferencz mit den Worten „Law, not war.“ (Recht, nicht Krieg.) und „Never give up!“ (Gib niemals auf!) zur Verhinderung von Krieg aufruft. Nach Erwiderung durch den Vertreter Russlands und weiteren Wortmeldungen erfolgte schließlich die Abstimmung. Die Resolution ES-11/1 (siehe unten) erhielt die erforderliche Mehrheit von mehr als zwei Dritteln der abgegebenen Stimmen. Dies stellt eine deutliche Bekräftigung der Souveränität der Ukraine dar.
Die Versammlung forderte mit diesem Beschluss Russland auf, seine rechtswidrige Gewaltanwendung gegen die Ukraine unverzüglich einzustellen.

### 23. bis 24. März 2022
Die Dringlichkeitssitzung wurde am 23. März 2022 wieder einberufen. Dies war notwendig geworden, nachdem im Sicherheitsrat der Vereinten Nationen gleichentags ein von Russland eingebrachter Resolutionsentwurf (S/2022/231) nicht die erforderliche Mehrheit fand. Dieser Entwurf zum Thema Schutz der Zivilbevölkerung und ungehinderter Zugang für humanitäre Hilfe fand dort nur die Zustimmung Russlands selbst und Chinas, bei dreizehn Enthaltungen und keinen Gegenstimmen. Er wurde von den weiteren Sicherheitsratsmitgliedern als Versuch Russlands gewertet, seinen Angriff auf die Ukraine zu rechtfertigen.
In der Generalversammlung wurden zunächst 60 Redebeiträge zu zwei Resolutionsentwürfen gehört: A/ES-11/L.2 Humanitäre Folgen der Aggression gegen die Ukraine, welcher eine sofortige Einstellung der Kampfhandlungen Russlands gegen die Ukraine fordert. Die Versammlung lehnte es ab, einen konkurrierenden Text zur Abstimmung zu stellen. Der von der südafrikanischen Delegation eingereichte Resolutionsentwurf „L.3“ enthielt keine Erwähnung der Russischen Föderation, sondern verwies stattdessen auf die humanitäre Situation, die „aus dem Konflikt hervorgegangen“ sei.
Der von der Ukraine befürwortete Entwurf A/ES-11/L.2 fand in der Abstimmung am 24. März 2022 schließlich eine große Mehrheit von 140 Stimmen der Mitglieder, bei fünf Gegenstimmen und 38 Enthaltungen. Die Resolution fordert unter anderem eine sofortige Einstellung der Feindseligkeiten der Russischen Föderation gegen die Ukraine, insbesondere aller Angriffe auf Zivilpersonen und zivile Objekte, den unverzüglichen Rückzug aller Streitkräfte Russlands aus der Ukraine, den Stopp von Angriffen auf Schulen und Krankenhäuser und es wird auf die Gefahr einer drohenden globalen Hungerkrise wegen des Wegfalls von Getreideexporten aus der Ukraine hingewiesen. Die Stellungnahmen zur 2. Resolution wurden in einer Pressemitteilung der Vereinten Nationen wiedergegeben.

### 7. April 2022
In der am 7. April 2022 wieder einberufenen Dringlichkeitssitzung wurde über den Resolutionsentwurf A/ES-11/L.4 abgestimmt, welcher die Suspendierung der Mitgliedschaftsrechte der Russischen Föderation im UN-Menschenrechtsrat zum Inhalt hat. Die Möglichkeit der Suspendierung besteht, wenn ein Mitglied des Rates „grobe und systematische Verstöße gegen die Menschenrechte begeht“. Dem Entwurf wurde nach einer weniger als zwei Stunden dauernden Debatte mit der erforderlichen Zweidrittelmehrheit von 93 Stimmen, bei 24 Gegenstimmen und 58 Enthaltungen zugestimmt, womit er als Resolution A/RES/ES-11/3 Aussetzung der Mitgliedschaftsrechte der Russischen Föderation im Menschenrechtsrat angenommen ist. Bei der Berechnung des Zweidrittel-Quorums zählen die Enthaltungen nicht mit, nur die Ja- und Nein-Stimmen. Die Russische Föderation bleibt zwar bis zum planmäßigen Ende ihrer Amtszeit im Jahr 2023 im UN-Menschenrechtsrat Mitglied, ist aber ihrer dortigen Rechte, wie Teilnahme an den Sitzungen, entzogen.

### 10. und 12. Oktober 2022
Mit Brief vom 3. Oktober 2022 beantragten die Vertreter Albaniens und der Ukraine beim Präsidenten der Generalversammlung, Csaba Kőrösi, die Wiedereinberufung der elften Dringlichkeitssitzung. Dieser Schritt erfolgte, nachdem Russland am 30. September im UN-Sicherheitsrat mittels Veto die Verabschiedung einer Resolution verhindert hatte, welche die Russische Annexion der Süd- und Ostukraine als illegal und völkerrechtswidrig verurteilt. Daraufhin wurde mit Datum vom 7. Oktober von mehreren Staaten der Resolutionsentwurf A/ES-11/L.5 Territorial integrity of Ukraine: defending the principles of the Charter of the United Nations eingebracht und in der Dringlichkeitssitzung der Generalversammlung am 10. und 12. Oktober diskutiert. In der folgenden Abstimmung wurde dieser Entwurf schließlich als Resolution A/RES/ES-11/4 mit großer Mehrheit angenommen und verabschiedet.

### 14. November 2022
Die elfte Dringlichkeitssitzung wurde für diesen Tag auf Antrag der Ukraine, Guatemalas, Kanadas und der Niederlande erneut einberufen; es sollte über den von der Ukraine und 45 weiteren Staaten eingebrachten Resolutionsentwurf A/ES-11/L.6 Furtherance of remedy and reparation for aggression against Ukraine debattiert und abgestimmt werden. Die entsprechende Resolution A/RES/ES-11/5 soll die Grundlage für spätere Reparationszahlungen Russlands an die Ukraine schaffen. Außerdem ist die Einrichtung eines Registers der Kriegsschäden vorgesehen. In der Abstimmung fand sich eine Zweidrittelmehrheit von 94 zustimmenden Staaten, bei 14 Gegenstimmen und 73 Enthaltungen. Das Quorum berücksichtigt nur die Ja- und Nein-Stimmen, nicht die Enthaltungen.

### 22. bis 23. Februar 2023
Am 22. Februar 2023 wurde die elfte Dringlichkeitssitzung anlässlich des bevorstehenden ersten Jahrestages des russischen Überfalls auf die Ukraine am 24. Februar 2022 wieder einberufen. Von der Ukraine und 56 weiteren Staaten, darunter Deutschland, Österreich, die Schweiz und Liechtenstein, wurde der Resolutionsentwurf A/ES-11/L.7 Grundsätze der Charta der Vereinten Nationen, die einem umfassenden, gerechten und dauerhaften Frieden in der Ukraine zugrunde liegen eingebracht. Dieser unterstreicht mit Hinweis auf die in der Charta der Vereinten Nationen verankerten Ziele und Grundsätze die Notwendigkeit, baldmöglichst einen umfassenden, gerechten und dauerhaften Frieden in der Ukraine herbeizuführen. Erneut wird der sofortige, vollständige und bedingungslose Rückzug aller russischen Streitkräfte aus der Ukraine verlangt, das Beenden aller Feindseligkeiten gefordert und die Souveränität, Unabhängigkeit, Einheit und territoriale Unversehrtheit der Ukraine bekräftigt. Belarus hat zwei Änderungsanträge zur Ergänzung bzw. Streichung von Formulierungen im Resolutionsentwurf eingebracht. Am 22. Februar sprach in der Debatte über den Entwurf für Österreich der  Generalsekretär im Außenministerium Peter Launsky-Tieffenthal, am 23. Februar für die Schweiz Ignazio Cassis und für Deutschland Annalena Baerbock, beide jeweils Außenminister ihrer Staaten. In der Abstimmung fand der Entwurf zur Resolution die notwendige Zweidrittelmehrheit durch 141 Ja-Stimmen, bei 7 Nein-Stimmen und 32 Enthaltungen. Er wurde damit angenommen und zur Resolution A/RES/ES-11/6. Die zwei von Belarus eingebrachten Änderungsanträge wurden zuvor beide durch Abstimmungen abgelehnt.

## Verabschiedete Resolutionen

### Resolution A/RES/ES-11/1
Am 2. März 2022 erfolgte die Verabschiedung der Resolution A/RES/ES-11/1. Diese enthält 16 Forderungen und Erklärungen (siehe Inhalt der Resolution)
141 Staaten stimmten dafür. Nur Belarus, Eritrea, Nordkorea, Russland und Syrien stimmten mit „Nein“. Weitere 35 Staaten enthielten sich. (siehe Abstimmungsverhalten)

### Resolution A/RES/ES-11/2
Am 24. März 2022 wurde der von 90 Staaten unterstützte Resolutionsentwurf A/ES-11/L.2 Humanitäre Folgen der Aggression gegen die Ukraine zur Abstimmung gestellt. Er erhielt eine Mehrheit von 140 Ja-Stimmen, bei 5 Nein-Stimmen, 38 Enthaltungen und 10 nicht anwesenden Vertretern von Mitgliedstaaten und ist somit als Resolution A/RES/ES-11/2 Humanitäre Folgen der Aggression gegen die Ukraine angenommen. Deutschland, Österreich, die Schweiz und Liechtenstein stimmten der Resolution zu.

### Resolution A/RES/ES-11/3
Die Resolution A/RES/ES-11/3 Aussetzung der Mitgliedschaftsrechte der Russischen Föderation im Menschenrechtsrat wurde am 7. April 2022 verabschiedet. Deutschland, Österreich, die Schweiz und Liechtenstein stimmten abermals zu.

### Resolution A/RES/ES-11/4
Die Resolution A/RES/ES-11/4 Territoriale Unversehrtheit der Ukraine: Verteidigung der Grundsätze der Charta der Vereinten Nationen wurde am 12. Oktober 2022 mit 143 Ja-Stimmen bei 5 Nein-Stimmen und 35 Enthaltungen verabschiedet. Zehn Mitgliedstaaten nahmen nicht an der Abstimmung teil. Deutschland, Österreich, die Schweiz und Liechtenstein stimmten der Resolution zu. Sie bekräftigt die Souveränität, Unabhängigkeit, Einheit und territoriale Unversehrtheit der Ukraine innerhalb ihrer international anerkannten Grenzen, verurteilt die Referenden in den Gebieten als illegal und den Annexionsversuch durch Russland als unrechtmäßig. Die versuchte Annexion habe keine Gültigkeit und sei keine Grundlage für eine Änderung des Status dieser Regionen der Ukraine. Staaten und internationale Organisationen werden aufgefordert, eine Statusänderung der Regionen nicht anzuerkennen. Von Russland wird verlangt, seine Entscheidung betreffend den Status der Gebiete sofort und bedingungslos rückgängig zu machen und seine Streitkräfte unverzüglich, vollständig und bedingungslos aus dem Hoheitsgebiet der Ukraine innerhalb ihrer international anerkannten Grenzen abzuziehen.

### Resolution A/RES/ES-11/5
Förderung von Rechtsschutz und Wiedergutmachung für die Aggression gegen die Ukraine

### Resolution A/RES/ES-11/6
In dieser am 23. Februar 2023 zur Abstimmung gebrachten Resolution werden Schritte zu „einem umfassenden, gerechten und dauerhaften Frieden in der Ukraine“ auf Basis der Grundsätze der Charta der Vereinten Nationen und ein Abzug aller russischen Truppen von ukrainischem Territorium gefordert. Wie schon bei Resolution A/RES/ES-11/1 votierten 141 Staaten dafür, jedoch erhöhte sich die Zahl der ablehnenden Voten auf sieben (Belarus, Eritrea, Nordkorea, Russland, Syrien, Nicaragua, Mali). Die Zahl der Enthaltungen sank auf 32 und 13 Staaten blieben der Abstimmung fern.